# Meranoplus mucronatus
Meranoplus mucronatus (лат.) — вид муравьёв рода Meranoplus из подсемейства Myrmicinae (Formicidae). Эндемик Юго-Восточной Азии.

## Распространение и экология
Юго-Восточная Азия: Индонезия, Малайзия, Сингапур, Таиланд.

## Описание
Длина рабочих 5,8—7,1 мм, длина головы (HL) 1,4—1,7 мм. Основная окраска тела тёмно-коричневая. Сложные глаза с 14—17 омматидиями в длинном ярду. От близких видов отличается следующими признаками: мандибулы с четырьмя зубцами; дорсальные поверхности головы и промезонотума с сетчатым рисунком; промезонотальный щит вооружён очень длинным острым шипом на каждом углу. Усики 9-члениковые с булавой из 3 вершинных члеников. Проподеум с двумя короткими шипиками. Стебелёк между грудью и брюшком состоит из двух члеников: петиолюса и постпетиолюса (последний чётко отделён от брюшка). Постпетиоль в профиль узловатый и с выпуклым дорсальным контуром; в дорсальном виде постпетиоль не имеет чёткого гребня. Вид был впервые описан в 1857 году британским энтомологом Фредериком Смитом, а его валидный статус подтверждён в ходе ревизии, проведённой в 1998 году австрийским мирмекологом Штефаном Шёдлем (Stefan Schödl; 1957—2005), а также в 2024 году.